# اوده (رودخانه)
اوده (رودخانه) (به انگلیسی: Odet) رودخانهای است که در فرانسه جریان دارد.